# 沃克沃斯城堡

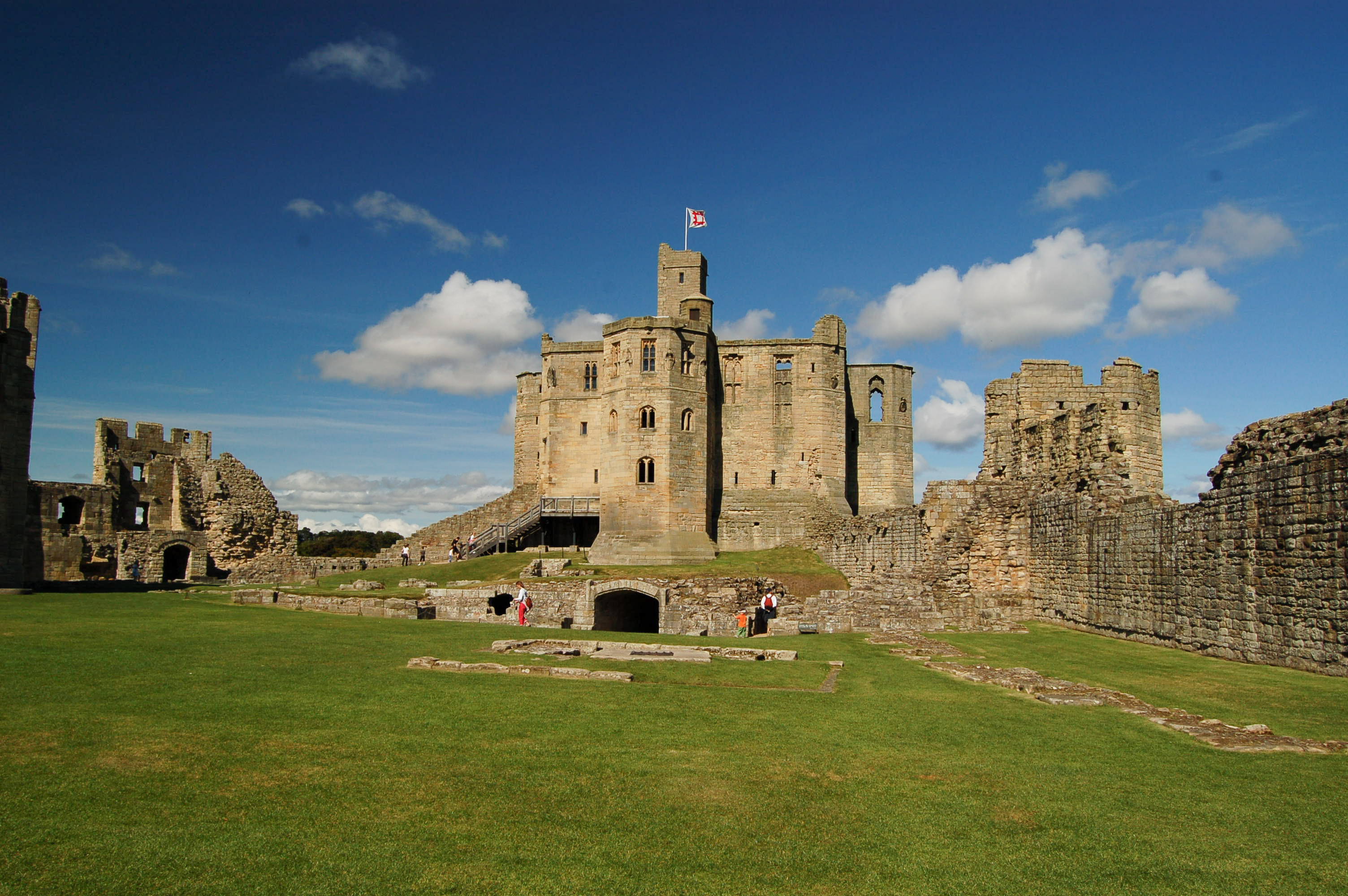
沃克沃斯城堡

沃克沃斯城堡（Warkworth Castle）是英國英格蘭的一座中世紀城堡遺跡，位於諾森伯蘭郡。這一地區的首座城堡出現在諾曼人征服時期 。這座城堡可能是英格蘭國王亨利二世時期修建，首次出現在文獻記載則是在1157年至1164年期間。1984年開始，該城堡由英格蘭遺產管理。沃克沃斯城堡是英國的I級登錄建築。

## 外部連結
- Bibliography of sources relating to Warkworth Castle （页面存档备份，存于）
- Page at English Heritage  （页面存档备份，存于）